# Большой ани
Большой ани (лат. Crotophaga major) — вид птиц семейства кукушковых, самый крупный представитель своего рода.
Вид распространён в Южной Америке от Панамы и Тринидада до севера Аргентины.
Птица длиной до 48 см и массой до 170 граммов. Оперение блестящее, чёрного окраса с синим оттенком. Хвост длинный. Клюв большой, чёрный.
Вид обитает в мангровых болотах, полуоткрытых лесах у воды, на опушках дождевых лесов. Живёт в небольших группах. Хищник. Охотится на крупных насекомых, лягушек и мелких ящериц.
Несколько самок строят совместное (так называемое коммунальное) гнездо, которое располагается на дереве на высоте 2—5 м. Каждая самка откладывает в это гнездо яйца. Птицы по очереди насиживают кладку, впоследствии совместно занимаются уходом за птенцами. У вида присутствует гнездовой паразитизм: некоторые самки откладывают яйца в гнезда своего вида, но не занимаются уходом за птенцами. Согласно исследованиям доля самок-паразитов составляет около 15 % от общего количества самок.

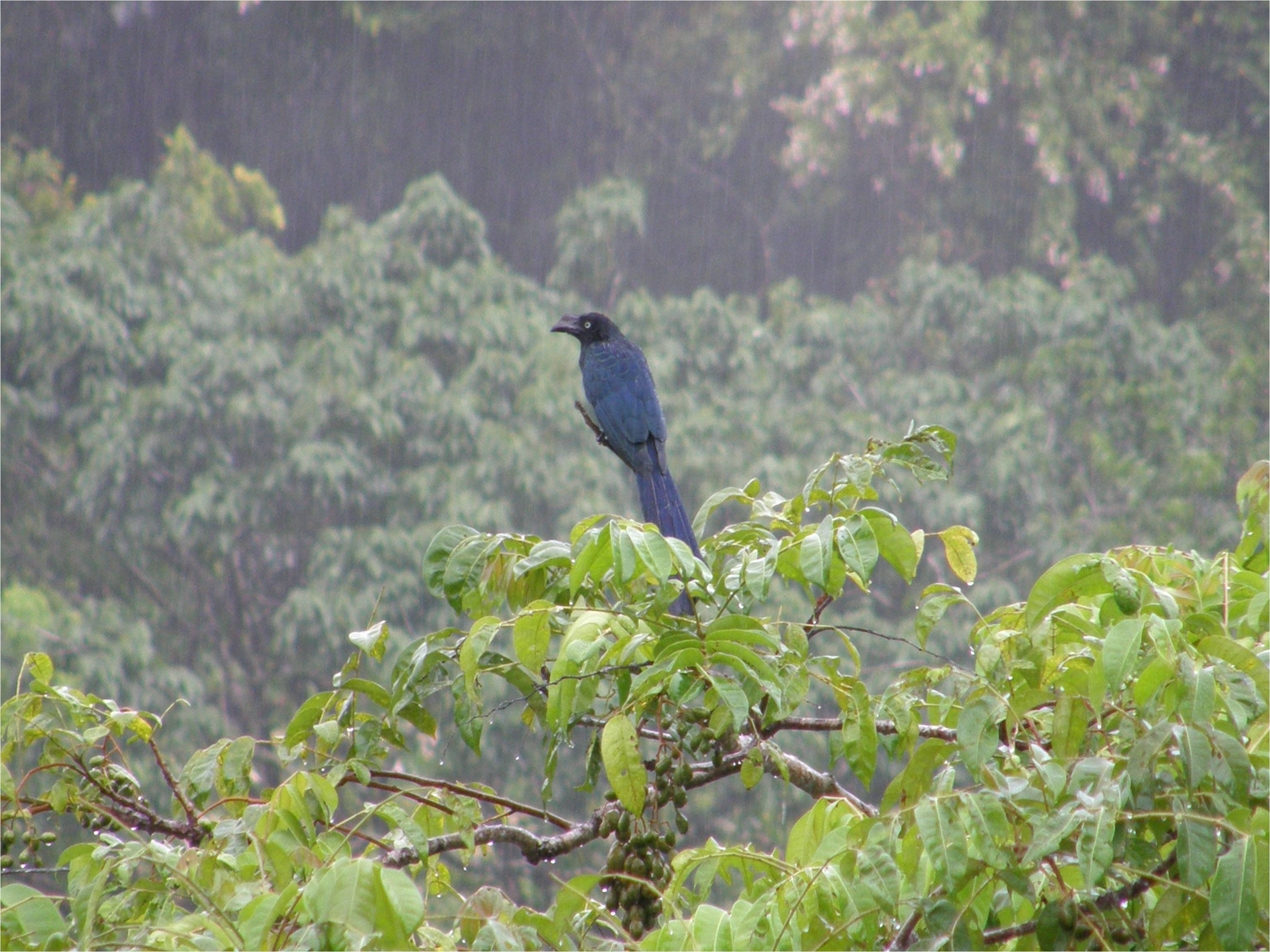
Большой ани в тропических лесах Панамы
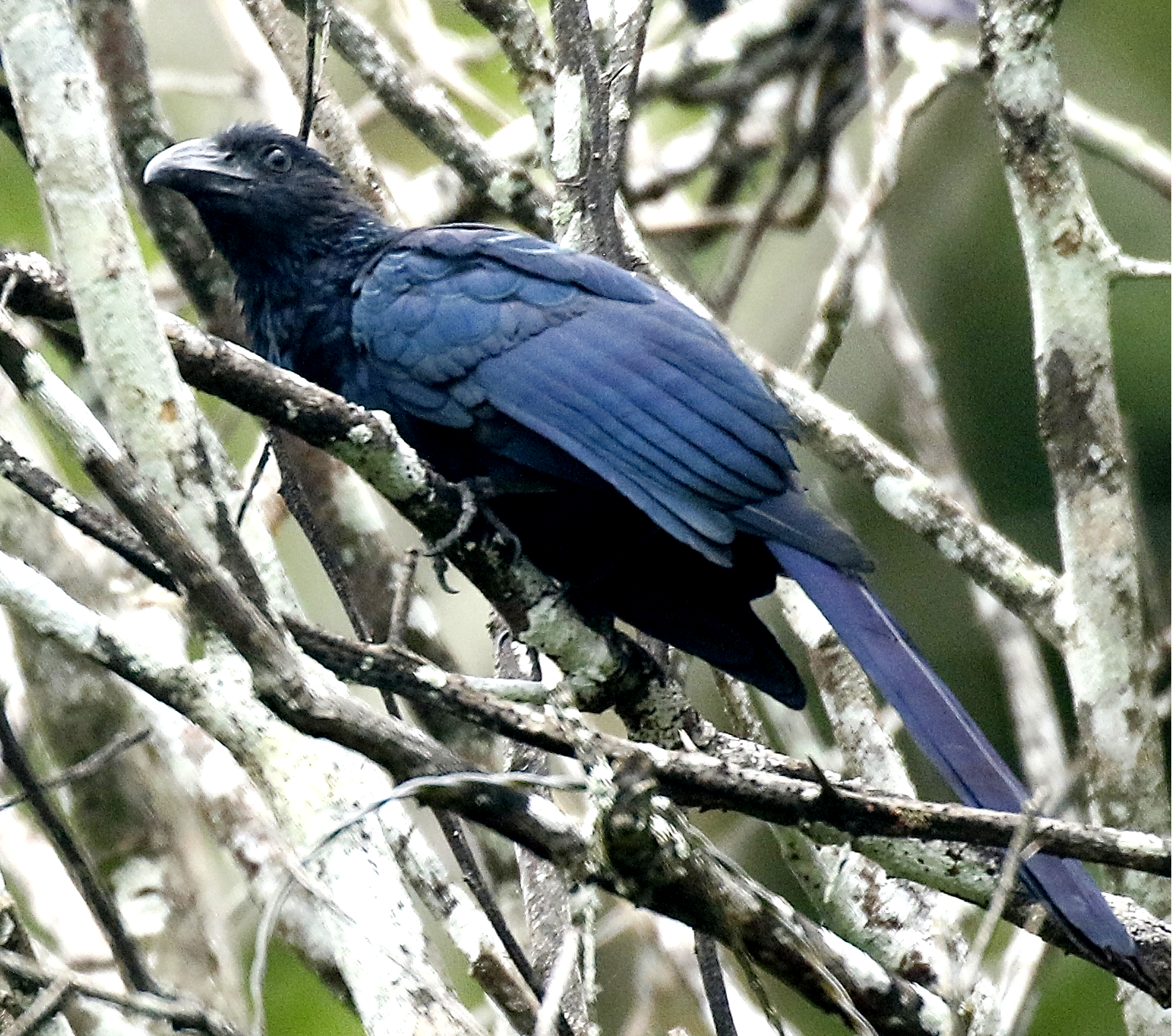
Молодая птица